# Ерик Алан Крејмер
Ерик Алан Крејмер (енгл. Eric Allan Kramer; Гренд Репидс, 26. март 1962), амерички је филмски и ТВ глумац.